# Veelind
Singles de Metsatöll
Oma laulu ei leia ma üles
(2005) Vaid vaprust
(2010)
Pistes de Iivakivi
Sõjasarv
(4) Isa süda
(6)
Veelind (français : Oiseaux d'eau) est le single de l'album Iivakivi du groupe de Folk metal estonien Metsatöll, sorti en 2008. Il fut enregistré en novembre 2007 aux studios Forwards à Tartu. Le second titre de ce single, Paesesse pinda (français : Dans le sol rocheux), est un inédit.

## Liste des titres
Toutes les paroles sont écrites par Metsatöll, toute la musique est composée par Metsatöll.
| Disque | Disque         | Disque | Disque | Disque | Disque | Disque | Disque | Disque | Disque |
| No     | Titre          | Durée  |        |        |        |        |        |        |        |
| ------ | -------------- | ------ | ------ | ------ | ------ | ------ | ------ | ------ | ------ |
| 1.     | Veelind        | 6:50   |        |        |        |        |        |        |        |
| 2.     | Paesesse pinda | 3:12   |        |        |        |        |        |        |        |
| 10:02  |                |        |        |        |        |        |        |        |        |